# BDO ワールド・プロフェッショナル・ダーツ・チャンピオンシップス
BDO ワールド・プロフェッショナル・ダーツ・チャンピオンシップス (BDO World Professional Darts Championships)は、ブリティッシュ・ダーツ・オーガナイゼイション（BDO） が2020年まで開催していたダーツのトーナメントである。
ダーツにおけるワールド・チャンピオンシップの1つであり、BDOが開催する中で、最も規模が大きいトーナメントとなっていた。
2020年のBDOの清算に伴い、2022年から新たにワールド・ダーツ・フェデレイション (WDF) が主催のWDFワールド・ダーツ・チャンピオンシップがレイクサイドで開催されている。

## ダーツの世界選手権
このイヴェントは、1978年に始まり、1993年までは、唯一のワールド・チャンピオンシップだった。
その後、BDOから分離したグループが、現在のプロフェッショナル・ダーツ・コーポレイション (PDC) となる、ワールド・ダーツ・カウンスル (WDC) を設立し、BDOのものとは別の WDC ワールド・ダーツ・チャンピオンシップ (現在のPDC ワールド・ダーツ・チャンピオンシップ) を、毎年BDOより前の12月の末から、1月の初めにかけて開催するようになったため、このトーナメントも複数あるダーツのワールド・チャンピオンシップの一つとなる。
また、2001年よりBDOは、このイヴェントにおいて、男子部門と女子部門の2つのワールド・チャンピオンシップを同時開催しており、毎年男女1人ずつのワールド・チャンピオンを誕生させている。
一方、PDCは、2010年からPDC ウィメンズ・ワールド・チャンピオンシップとPDC アンダー21・ワールド・チャンピオンシップを開催している。
現在の日本において、ダーツのワールド・チャンピオンシップといえば、PDC ワールド・ダーツ・チャンピオンシップであり、BDOのものは、取り上げられることも少なく、PDCのものと比べて認知度は低い。

### ワールド・チャンピオンシップの複数参加
1997年、トムリン・オーダーより、プレイヤーは、開催団体に関わらず、自由にトーナメントに出場できることが確認されたが、ワールド・チャンピオンシップのみは例外で、このイヴェントで上位16位までに入賞したプレイヤーは、基本的に翌年のPDCのワールド・チャンピオンシップには、参加できなくなり、逆もまた然りとなったが、レイモンド・ファン・バルネフェルトのように、交渉により認められる場合もある。
なお、両方とも予選を通過できなかったプレイヤーは、来年も、どちらの予選にも参加できる。
また、PDCのウィメンズ・ワールド・チャンピオンシップや、アンダー21・ワールド・チャンピオンシップは、この制限を受けない。

## カテゴリと賞金
このトーナメントのメンズとウィメンズは、WDF、BDOの各ランキングに反映されるトーナメントである。
- WDF: Major[2]
- BDO: SPECIAL EVENTS[3]

WDF/BDOの両ランキングにおいて、このトーナメントの各ランキング・ポインツは、同じカテゴリにあるWDF ワールド・カップやワールド・マスターズと同じか、それよりも低い。
このトーナメントの賞金は、以下の通りとなっている。
2005年の総額発表時から、ナイン・ダート・フィニッシュの賞金£52,000が、加えられるようになった。
この賞金は、達成されなければ、翌年のこのイヴェントや他のトーナメントに持ち越されることなく消失する。
なお、1990年のポール・リム以外に達成者はおらず、この時以外、この賞金は、支払われていない。
| 年      | 優勝     | 準優勝  | 準決勝  | 準決勝  | 準々決勝 | ラスト 16 | ラスト 32 (*24) | 予選 ラウンド | ハイエスト・ チェクアウト | 9ダーター | 実総額   | 合計/ 公称 |
| 年      | 優勝     | 準優勝  | 3位     | 4位     | 準々決勝 | ラスト 16 | ラスト 32 (*24) | 予選 ラウンド | ハイエスト・ チェクアウト | 9ダーター | 実総額   | 合計/ 公称 |
| ------- | -------- | ------- | ------- | ------- | -------- | --------- | --------------- | ------------- | ------------------------- | --------- | -------- | ---------- |
| 1978    | £3,000   | £1,700  | £1,000  | £800    | £500     | £250      | -               | -             | 不明                      | -         | £10,500  | -          |
| 1979    | £3,500   | £1,750  | £1,500  | £1,000  | £500     | £300      | *£200           | -             | 不明                      | -         | £13,750  | -          |
| 1980    | £4,500   | £2,000  | £1,500  | £1,000  | £500     | £300      | *£200           | -             | 不明                      | -         | £15,000  | -          |
| 1981    | £5,500   | £2,500  | £1,800  | £1,200  | £750     | £500      | £300            | -             | £500                      | -         | £23,300  | -          |
| 1982    | £6,500   | £3,000  | £2,000  | £1,500  | £1,000   | £600      | £350            | -             | £600                      | -         | £28,000  | -          |
| 1983    | £8,000   | £3,500  | £2,250  | £1,750  | £1,200   | £700      | £400            | -             | £750                      | -         | £33,050  | -          |
| 1984    | £9,000   | £4,000  | £2,250  | £2,250  | £1,250   | £750      | £450            | -             | £800                      | -         | £36,500  | -          |
| 1985    | £10,000  | £5,000  | £2,500  | £2,500  | £1,500   | £1,000    | £500            | -             | £1,000                    | -         | £43,000  | -          |
| 1986    | £12,000  | £6,000  | £3,000  | £3,000  | £1,700   | £1,200    | £650            | -             | £1,000                    | -         | £51,800  | -          |
| 1987    | £14,000  | £7,000  | £3,500  | £3,500  | £2,900   | £1,400    | £700            | -             | £1,000                    | -         | £63,000  | -          |
| 1988    | £16,000  | £8,000  | £4,000  | £4,000  | £2,200   | £1,600    | £1,000          | -             | £1,000                    | -         | £63,000  | -          |
| 1989    | £20,000  | £10,000 | £5,000  | £5,000  | £2,600   | £1,900    | £1,200          | -             | £1,000                    | -         | £85,800  | -          |
| 1990    | £24,000  | £12,000 | £6,000  | £6,000  | £3,000   | £2,200    | £1,400          | -             | £1,000                    | £52,000   | £153,800 | -          |
| 1991    | £26,000  | £13,000 | £6,500  | £6,500  | £3,250   | £2,400    | £1,500          | -             | £1,000                    | -         | £109,200 | -          |
| 1992    | £28,000  | £14,000 | £7,000  | £7,000  | £3,500   | £2,600    | £1,600          | -             | £1,000                    | -         | £117,400 | -          |
| 1993    | £30,000  | £15,000 | £7,500  | £7,500  | £3,750   | £2,700    | £1,800          | -             | £1,500                    | -         | £126,900 | -          |
| 1994    | £32,000  | £16,000 | £7,700  | £7,700  | £3,800   | £2,800    | £1,950          | -             | £1,600                    | -         | £132,900 | -          |
| 1995    | £34,000  | £17,000 | £8,000  | £8,000  | £4,000   | £3,000    | £1,950          | -             | £1,600                    | -         | £139,800 | -          |
| 1996    | £36,000  | £18,000 | £8,400  | £8,400  | £4,200   | £3,200    | £2,000          | -             | £1,600                    | -         | £146,800 | -          |
| 1997    | £38,000  | £19,000 | £8,700  | £8,700  | £4,400   | £3,350    | £2,100          | -             | £1,600                    | -         | £154,000 | -          |
| 1998    | £40,000  | £20,000 | £9,000  | £9,000  | £4,600   | £3,500    | £2,250          | -             | £1,600                    | -         | £162,000 | -          |
| 1999    | £42,000  | £21,000 | £9,400  | £9,400  | £4,750   | £3,600    | £2,250          | -             | £1,600                    | -         | £162,000 | -          |
| 2000    | £44,000  | £22,000 | £9,700  | £9,700  | £4,900   | £3,750    | £2,350          | -             | £2,000                    | -         | £177,000 | -          |
| 2001 M  | £44,000  | £22,000 | £9,700  | £9,700  | £4,900   | £3,750    | £2,500          | -             | £2,000                    | -         | £183,800 | £193,800   |
| 2001 W  | £4,000   | £2,000  | £1,000  | £1,000  | -        | -         | -               | -             | £2,000                    | -         | £8,000   | £193,800   |
| 2002 M  | £48,000  | £24,000 | £10,500 | £10,500 | £5,500   | £4,000    | £2,650          | -             | £2,000                    | -         | £191,400 | £199,400   |
| 2002 W  | £4,000   | £2,000  | £1,000  | £1,000  | -        | -         | -               | -             | £2,000                    | -         | £800     | £199,400   |
| 2003 M  | £50,000  | £25,000 | £11,000 | £11,000 | £6,000   | £4,250    | £2,750          | -             | £2,000                    | -         | £201,000 | £211,000   |
| 2003 W  | £4,000   | £2,000  | £1,000  | £1,000  | £500     | -         | -               | -             | £2,000                    | -         | £10,000  | £211,000   |
| 2004 M  | £50,000  | £25,000 | £11,000 | £11,000 | £6,000   | £4,250    | £2,750          | -             | £2,000                    | -         | £201,000 | £211,000   |
| 2004 W  | £4,000   | £2,000  | £1,000  | £1,000  | £500     | -         | -               | -             | £2,000                    | -         | £10,000  | £211,000   |
| 2005 M  | £50,000  | £25,000 | £11,000 | £11,000 | £6,000   | £4,250    | £2,750          | -             | £2,000                    | -         | £201,000 | £263,000   |
| 2005 W  | £4,000   | £2,000  | £1,000  | £1,000  | £500     | -         | -               | -             | £2,000                    | -         | £10,000  | £263,000   |
| 2006 M  | £60,000  | £25,000 | £11,000 | £11,000 | £6,000   | £4,250    | £2,750          | -             | £2,000                    | -         | £211,000 | £275,000   |
| 2006 W  | £6,000   | £2,000  | £1,000  | £1,000  | £500     | -         | -               | -             | £2,000                    | -         | £12,000  | £275,000   |
| 2007 M  | £70,000  | £30,000 | £11,000 | £11,000 | £6,000   | £4,250    | £2,750          | -             | £2,000                    | -         | £226,000 | £290,000   |
| 2007 W  | £6,000   | £2,000  | £1,000  | £1,000  | £500     | -         | -               | -             | £2,000                    | -         | £12,000  | £290,000   |
| 2008 M  | £85,000  | £30,000 | £11,000 | £11,000 | £6,000   | £4,250    | £3,000          | -             | £3,000                    | -         | £246,000 | £310,000   |
| 2008 W  | £6,000   | £2,000  | £1,000  | £1,000  | £500     | -         | -               | -             | £3,000                    | -         | £12,000  | £310,000   |
| 2009 M  | £95,000  | £30,000 | £11,000 | £11,000 | £6,000   | £4,250    | £3,000          | -             | £3,000                    | -         | £256,000 | £320,000   |
| 2009 W  | £6,000   | £2,000  | £1,000  | £1,000  | £500     | -         | -               | -             | £3,000                    | -         | £12,000  | £320,000   |
| 2010 M  | £100,000 | £30,000 | £11,000 | £11,000 | £6,000   | £4,250    | £3,000          | -             | £3,000                    | -         | £261,000 | £325,000   |
| 2010 W  | £6,000   | £2,000  | £1,000  | £1,000  | £500     | -         | -               | -             | £3,000                    | -         | £12,000  | £325,000   |
| 2011 M  | £100,000 | £30,000 | £11,000 | £11,000 | £6,000   | £4,250    | £3,000          | -             | £3,000                    | -         | £261,000 | £329,000   |
| 2011 W  | £10,000  | £2,000  | £1,000  | £1,000  | £500     | -         | -               | -             | £3,000                    | -         | £16,000  | £329,000   |
| 2012 Ｍ | £100,000 | £30,000 | £11,000 | £11,000 | £6,000   | £4,250    | £3,000          | -             | £3,000                    | -         | £258,000 | £329,000   |
| 2012 W  | £10,000  | £2,000  | £1,000  | £1,000  | £500     | -         | -               | -             | £3,000                    | -         | £16,000  | £329,000   |
| 2013 M  | £100,000 | £30,000 | £11,000 | £11,000 | £6,000   | £4,250    | £3,000          | -             | £3,000                    | -         | £258,000 | £274,000   |
| 2013 W  | £10,000  | £2,000  | £1,000  | £1,000  | £500     | -         | -               | -             | £3,000                    | -         | £16,000  | £274,000   |
| 2014 M  | £100,000 | £35,000 | £15,000 | £15,000 | £6,500   | £4,500    | £3,250          | £2,000        | £5,000                    | -         | £300,000 | £329,000   |
| 2014 Ｗ | £12,000  | £5,000  | £2,000  | £2,000  | £1,000   | £500      | -               | -             | £5,000                    | -         | £29,000  | £329,000   |
| 2015 M  | £100,000 | £35,000 | £15,000 | £15,000 | £6,500   | £4,500    | £3,250          | £2,000        | £5,000                    | -         | £300,000 | £339,000   |
| 2015 Ｗ | £12,000  | £5,000  | £2,000  | £2,000  | £1,000   | £500      | -               | -             | -                         | -         | £29,000  | £339,000   |
| 2015 Y  | £5,000   | £2,000  | £1,000  | £1,000  | £250     | -         | -               | -             | -                         | -         | £10,000  | £339,000   |
| 2016 M  | £100,000 | £35,000 | £17,500 | £17,500 | £10,000  | £5,000    | £3,000          | £2,000        | £3,000                    | -         | £317,000 | £356,000   |
| 2016 Ｗ | £12,000  | £5,000  | £2,000  | £2,000  | £1,000   | £500      | -               | -             | -                         | -         | £29,000  | £356,000   |
| 2016 Y  | £5,000   | £2,000  | £1,000  | £1,000  | £250     | -         | -               | -             | -                         | -         | £10,000  | £356,000   |
| 2017 M  | £100,000 | £35,000 | £15,000 | £15,000 | £6,500   | £4,500    | £3,250          | £2,000        | £5,000                    | -         | £300,000 | £339,000   |
| 2017 Ｗ | £12,000  | £5,000  | £2,000  | £2,000  | £1,000   | £500      | -               | -             | -                         | -         | £29,000  | £339,000   |
| 2017 Y  | £5,000   | £2,000  | £1,000  | £1,000  | £250     | -         | -               | -             | -                         | -         | £10,000  | £339,000   |
| 2018 M  | £100,000 | £35,000 | £15,000 | £15,000 | £6,500   | £4,500    | £3,250          | £2,000        | £5,000                    | -         | £300,000 | £339,000   |
| 2018 Ｗ | £12,000  | £5,000  | £2,000  | £2,000  | £1,000   | £500      | -               | -             | -                         | -         | £29,000  | £339,000   |
| 2018 Y  | £5,000   | £2,000  | £1,000  | £1,000  | £250     | -         | -               | -             | -                         | -         | £10,000  | £339,000   |
| 2019 M  | £100,000 | £35,000 | £15,000 | £15,000 | £6,500   | £4,500    | £3,250          | £2,000        | £5,000                    | -         | £300,000 | £339,000   |
| 2019 Ｗ | £12,000  | £5,000  | £2,000  | £2,000  | £1,000   | £500      | -               | -             | -                         | -         | £29,000  | £339,000   |
| 2019 Y  | £5,000   | £2,000  | £1,000  | £1,000  | £250     | -         | -               | -             | -                         | -         | £10,000  | £339,000   |
| 2020 M  | £23,000  | £10,000 | £5,000  | £5,000  | £4,000   | £3,000    | £2,000          | £1,500        | -                         | -         | £127,000 | £163,500   |
| 2020 Ｗ | £10,000  | £4,500  | £2,000  | £2,000  | £1,000   | £500      | -               | -             | -                         | -         | £26,500  | £163,500   |
| 2020 Y  | £5,000   | £2,000  | £1,000  | £1,000  | £250     | -         | -               | -             | -                         | -         | £10,000  | £163,500   |

現在、賞金総額は、BDOがメンバーとなっているWDFの全てのイヴェント中、最も高い。
しかし、PDCのイヴェントを含めると、PDC ワールド・ダーツ・チャンピオンシップを筆頭に、5つのイヴェントが、レイクサイドの公称額すら上回る。
2011年における他のトーナメントとの賞金額の比較は、次の通りである (2011 ワールド・マスターズのみ賞金額が未発表のため、2010年のものを用いた)。
| 年   | 団体      | 大会                              | 公称総額   | 実総額     | 優勝     | 準優勝   | 準決勝  | 準々決勝 | ラスト 16 | ラスト 32 | ラスト 64 | ラスト 72 | 9ダーター | ハイエスト・ チェクアウト | 会員予選 |
| ---- | --------- | --------------------------------- | ---------- | ---------- | -------- | -------- | ------- | -------- | --------- | --------- | --------- | --------- | --------- | ------------------------- | -------- |
| 2011 | WDF (BDO) | レイクサイド (メンズ)             | £329,000   | £261,000   | £100,000 | £30,000  | £11,000 | £6,000   | £4,250    | £3,000    | -         | -         | -         | £3,000                    | £0       |
| 2011 | WDF (BDO) | レイクサイド (ウィメンズ)         | £329,000   | £16,000    | £10,000  | £2,000   | £1,000  | £500     | -         | -         | -         | -         | -         | £3,000                    | £0       |
| 2011 | PDC       | PDC ワールド・チャンピオンシップ  | £1,000,000 | £1,012,000 | £200,000 | £100,000 | £50,000 | £25,000  | £15,000   | £10,000   | £6,000    | £3,500    | £10,000   | 不明                      | £2,000   |
| 2011 | PDC       | ワールド・グランプリ              | £350,000   | £350,000   | £100,000 | £50,000  | £20,000 | £12,500  | £7,000    | £4,000    | -         | -         | -         | 不明                      | -        |
| 2010 | WDF (BDO) | ワールド・マスターズ (メンズ)     | £66,500    | £67,500    | £25,000  | 不明     | 不明    | 不明     | £1,000    | £0        | £0        | £0        | -         | £1,000                    | -        |
| 2010 | WDF (BDO) | ワールド・マスターズ (ウィメンズ) | £66,500    | £67,500    | £5,000   | £2,000   | £750    | £500     | £0        | -         | -         | -         | -         | £1,000                    | -        |

## 日程・会場・放送など
| 年   | 開始日          | 終了日          | 開催 日数 | 開催地                       | 会場                                     | スポンサー | 使用ボード      | テレビ 放送 |
| ---- | --------------- | --------------- | --------- | ---------------------------- | ---------------------------------------- | ---------- | --------------- | ----------- |
| 1978 | 1978/02/06 (月) | 1978/02/10 (金) | 5         | ノッティンガム               | ハート・オヴ・ザ・ミッドゥランズ・クラブ | Embassy    | 不明            | BBC         |
| 1979 | 1979/02/02 (金) | 1979/02/09 (金) | 8         | ストウク・オン・トレント     | ジョリーズ・キャバレイ・クラブ           | Embassy    | 不明            | BBC         |
| 1980 | 1980/02/02 (土) | 1980/02/09 (土) | 8         | ストウク・オン・トレント     | ジョリーズ・キャバレイ・クラブ           | Embassy    | 不明            | BBC         |
| 1981 | 1981/01/10 (土) | 1981/01/17 (土) | 8         | ストウク・オン・トレント     | ジョリーズ・キャバレイ・クラブ           | Embassy    | 不明            | BBC         |
| 1982 | 1982/01/09 (土) | 1982/01/16 (土) | 8         | ストウク・オン・トレント     | ジョリーズ・キャバレイ・クラブ           | Embassy    | 不明            | BBC         |
| 1983 | 1983/01/01 (土) | 1983/01/08 (土) | 8         | ストウク・オン・トレント     | ジョリーズ・キャバレイ・クラブ           | Embassy    | 不明            | BBC         |
| 1984 | 1983/12/31 (土) | 1984/01/07 (土) | 8         | ストウク・オン・トレント     | ジョリーズ・キャバレイ・クラブ           | Embassy    | 不明            | BBC         |
| 1985 | 1985/01/05 (土) | 1985/01/12 (土) | 8         | ストウク・オン・トレント     | ジョリーズ・キャバレイ・クラブ           | Embassy    | 不明            | BBC         |
| 1986 | 1986/01/04 (土) | 1986/01/12 (日) | 9         | サリー, フリムリー・グリーン | レイクサイド・カントリー・クラブ         | Embassy    | 不明            | BBC         |
| 1987 | 1987/01/10 (土) | 1987/01/18 (日) | 9         | サリー, フリムリー・グリーン | レイクサイド・カントリー・クラブ         | Embassy    | 不明            | BBC         |
| 1988 | 1988/01/09 (土) | 1988/01/17 (日) | 9         | サリー, フリムリー・グリーン | レイクサイド・カントリー・クラブ         | Embassy    | 不明            | BBC         |
| 1989 | 1989/01/06 (金) | 1989/01/14 (土) | 9         | サリー, フリムリー・グリーン | レイクサイド・カントリー・クラブ         | Embassy    | 不明            | BBC         |
| 1990 | 1990/01/05 (金) | 1990/01/13 (土) | 9         | サリー, フリムリー・グリーン | レイクサイド・カントリー・クラブ         | Embassy    | 不明            | BBC         |
| 1991 | 1991/01/04 (金) | 1991/01/12 (土) | 9         | サリー, フリムリー・グリーン | レイクサイド・カントリー・クラブ         | Embassy    | 不明            | BBC         |
| 1992 | 1992/01/03 (金) | 1992/01/11 (土) | 9         | サリー, フリムリー・グリーン | レイクサイド・カントリー・クラブ         | Embassy    | 不明            | BBC         |
| 1993 | 1993/01/01 (金) | 1993/01/09 (土) | 9         | サリー, フリムリー・グリーン | レイクサイド・カントリー・クラブ         | Embassy    | 不明            | BBC         |
| 1994 | 1994/01/01 (土) | 1994/01/08 (土) | 8         | サリー, フリムリー・グリーン | レイクサイド・カントリー・クラブ         | Embassy    | 不明            | BBC         |
| 1995 | 1995/01/01 (日) | 1995/01/08 (日) | 8         | サリー, フリムリー・グリーン | レイクサイド・カントリー・クラブ         | Embassy    | 不明            | BBC         |
| 1996 | 1996/01/01 (月) | 1996/01/07 (日) | 7         | サリー, フリムリー・グリーン | レイクサイド・カントリー・クラブ         | Embassy    | 不明            | BBC         |
| 1997 | 1997/01/04 (土) | 1997/01/12 (日) | 9         | サリー, フリムリー・グリーン | レイクサイド・カントリー・クラブ         | Embassy    | 不明            | BBC         |
| 1998 | 1998/01/03 (土) | 1998/01/11 (日) | 9         | サリー, フリムリー・グリーン | レイクサイド・カントリー・クラブ         | Embassy    | 不明            | BBC         |
| 1999 | 1999/01/01 (土) | 1999/01/10 (日) | 9         | サリー, フリムリー・グリーン | レイクサイド・カントリー・クラブ         | Embassy    | 不明            | BBC         |
| 2000 | 2000/01/08 (土) | 2000/01/16 (日) | 9         | サリー, フリムリー・グリーン | レイクサイド・カントリー・クラブ         | Embassy    | 不明            | BBC         |
| 2001 | 2001/01/06 (土) | 2001/01/14 (日) | 9         | サリー, フリムリー・グリーン | レイクサイド・カントリー・クラブ         | Embassy    | 不明            | BBC         |
| 2002 | 2002/01/05 (土) | 2002/01/13 (日) | 9         | サリー, フリムリー・グリーン | レイクサイド・カントゥリー・クラブ       | Embassy    | 不明            | BBC         |
| 2003 | 2003/01/04 (土) | 2003/01/12 (日) | 9         | サリー, フリムリー・グリーン | レイクサイド・カントリー・クラブ         | Embassy    | 不明            | BBC         |
| 2004 | 2004/01/03 (土) | 2004/01/11 (日) | 9         | サリー, フリムリー・グリーン | レイクサイド・カントリー・クラブ         | Lakeside   | 不明            | BBC         |
| 2005 | 2005/01/01 (土) | 2005/01/09 (日) | 9         | サリー, フリムリー・グリーン | レイクサイド・カントリー・クラブ         | Lakeside   | WINMAU BLADE II | BBC         |
| 2006 | 2006/01/07 (土) | 2006/01/15 (日) | 9         | サリー, フリムリー・グリーン | レイクサイド・カントリー・クラブ         | Lakeside   | WINMAU BLADE 3  | BBC         |
| 2007 | 2007/01/06 (土) | 2007/01/14 (日) | 9         | サリー, フリムリー・グリーン | レイクサイド・カントリー・クラブ         | Lakeside   | WINMAU BLADE 3  | BBC         |
| 2008 | 2008/01/05 (土) | 2008/01/13 (日) | 9         | サリー, フリムリー・グリーン | レイクサイド・カントリー・クラブ         | Lakeside   | WINMAU BLADE 3  | BBC         |
| 2009 | 2009/01/03 (土) | 2009/01/11 (日) | 9         | サリー, フリムリー・グリーン | レイクサイド・カントリー・クラブ         | Lakeside   | WINMAU BLADE 3  | BBC         |
| 2010 | 2010/01/02 (土) | 2010/01/10 (日) | 9         | サリー, フリムリー・グリーン | レイクサイド・カントリー・クラブ         | Lakeside   | WINMAU BLADE 3  | BBC         |
| 2011 | 2011/01/01 (土) | 2011/01/09 (日) | 9         | サリー, フリムリー・グリーン | レイクサイド・カントリー・クラブ         | Lakeside   | WINMAU BLADE 4  | BBC         |

### タイトル・スポンサー
基本名称のBDOの部分に置換されたり、BDOの後に配置される (レイクサイド・カントリー・クラブは、レイクサイドのみ)。
初回から長年スポンサーシップを行ってきたエンバシーは、このトーナメントの略称として、日本でもエンバシーが使われていたほど、その名が非常に親しまれていた。
しかし、2003年7月に、タバコ会社は、スポーツ・イヴェントのスポンサーシップを禁止されたため、替わりに会場であるレイクサイド・カントリー・クラブが、タイトル・スポンサーとなり、現在に至る。

### テレビ放送

#### イギリスでの放送
イギリスにおいて、このチャンピオンシップは、初回から毎年、BBC Sportにより放送されてきた。
2001年より、レイ・スタブズが、決勝戦に2回出場したプレイヤーで解説を務めるボビー・ジョージと共に、この放送の司会を行ってきた。
しかし、2007年7月17日、スタブズがBBCからESPNに移籍することが、発表される。
新しい司会は、コリン・マリーとなり、アシスタントは、スヌーカー・プレイヤーの紹介を務めるBBCのスヌーカーMCとして有名なロブ・ウォーカーとなる (彼は、北京オリンピックにおけるセイリングのリポーターも務めていた)。
ウォーカーは、2009年9月のワールド・マスターズにおいて、ダーツの司会という新たなキャリアを開始する。
コメンテイターは、初回から毎年出演しているトニー・グリーンと、BBC Radio 5 Liveでフォーミュラ・ワンのコメンテイターをしているデイヴィッド・クローフトである。
ボビー・ジョージとテッド・ハンキーは、プレイするだけでなく解説者も務めている。
元コメンテイターには、デイヴィッド・ヴァイン (1978)、シド・ワデル (1978-1994)、そして、ジョン・パート (1995-2007) が含まれていた。
1989年から2000年までは、WDCのトーナメントや、単発的なものを除けば、イギリスにおいて唯一地上波で放送されるダーツ・トーナメントだった。
2005年からは、BBCが、BBC RED BUTTONで双方向放送を開始したことにより、このワールド・チャンピオンシップの全試合を生放送で見られるようになった。
以下は、イギリスにおけるBBCで放送された決勝戦の視聴数である。
| 開催 | 視聴数    | 日時             | チャネル | 週間順位 |
| ---- | --------- | ---------------- | -------- | -------- |
| 1999 | 4,060,000 | 1/10 (日) 18:00- | BBC2     | 7        |
| 2000 | 3,700,000 | 1/16 (日) 17:55- | BBC2     | 10       |
| 2001 | 3,680,000 | 1/14 (日) 18:00- | BBC2     | 13       |
| 2002 | 2,600,000 | 1/3 (日) 18:00-  | BBC2     | 26       |
| 2003 | 2,810,000 | 1/12 (日) 17:30- | BBC2     | 24       |
| 2004 | 3,410,000 | 1/11 (日) 18:00- | BBC2     | 12       |
| 2005 | 2,550,000 | 1/9 (日) 18:00-  | BBC2     | 15       |
| 2006 | 3,620,000 | 1/15 (日) 18:00- | BBC2     | 3        |
| 2007 | 3,300,000 | 1/14 (日) 18:00- | BBC2     | 3        |
| 2008 | 3,011,000 | 1/13 (日) 17:55- | BBC2     | 7        |
| 2009 | 3,090,000 | 1/11 (日) 17:50- | BBC2     | 7        |
| 2010 | 3,100,000 | 1/10 (日) 17:45- | BBC2     | 3        |
| 2011 | 2,330,000 | 1/9 (日) 17:45-  | BBC2     | 14       |

#### 世界各国でのテレビ放送
- SBS 6[注 7] (オランダ)
- EUROSPORT (一部の国)
- BBC World (国際)

## ハイライト

### 1978
ウェールズのプレイヤー、第3シードのレイトン・リースが決勝で第2シードのジョン・ロウを11-7 (レッグス) で下し、記念すべき最初のワールド・ダーツ・チャンピオンとなった。リースは準々決勝のアラン・エヴァンス戦において、テレビ放映された中で史上初の10ダーターを達成した。スウェーデン出身のステファン・ロードは準決勝に進出したが、これは現在でもワールド・チャンピオンシップにおけるスウェーデン人プレイヤーの最高記録である。

### 1980
第2シードのエリック・ブリストウが決勝でボビー・ジョージを接戦の末5-3 (セッツ) で下し、3度目の出場で初めてのチャンピオンに輝いた。前年度の優勝者であるジョン・ロウは第2ラウンドでノーシードのクリフ・ラザレンコに0-2 (セッツ) でまさかの敗北を喫した。ラザレンコはこの大会で、第3シードのトニー・ブラウンと共に準決勝まで勝ち進んだ。

### 1981
トップシードでこの大会に臨んだエリック・ブリストウが、決勝において前年と同じスコアラインで、今度はジョン・ロウを倒し、大会初の連覇を達成した。ブリストウは準決勝までテリー・オディア, デイブ・ウィットコム, ニッキー・ビラククルを相手に1セットも落とさずに勝ち進み、準決勝では前年に続きベスト4入りのクリフ・ラザレンコを4-1 (セッツ) で退けた。トニー・ブラウンも2年続けての準決勝の舞台だったが、ジョン・ロウ相手に1-4 (セッツ) で涙をのんだ。

### 1983
予選通過者である22歳のキース・デラーが、当時のランキングで3位のジョン・ロウを準々決勝で、2位のジョッキー・ウィルソンを準決勝で打ち破り、1位のエリック・ブリストウを決勝で打ち負かした。
この決勝は、5・セッツ・オールの2-1 (レッグズ) と、デラーがそのレッグを取得したら、彼がチャンピオンという展開になる。
試合が進み、デラーが残り138という状況で、残り121を残したブリストウのターンとなった。
1本目はT17を狙うもS17に入るが、2本目は狙ったT18に入れることができた。
残り50となり、カメラもブリストウがブルを打つものとブルを映していたが、彼はデラーが138をフィニッシュできないと考え、カメラの外のS18に3本目を投げ、残り32に整えて、次のターンに備えた。
しかし、デラーは、見事138を決め、見事ワールド・チャンピオンとなった。

### 1984
昨年の準優勝者、エリック・ブリストウは5試合全てで3ダーツ平均90超え、合計で1セットしか落とさずに圧倒的なパフォーマンスで3度目の戴冠を果たした。第6シードでこの大会に臨んだキース・デラーは初戦でニッキー・ビラククルに1-2 (セッツ) で敗れ、タイトルを失った。ファイナリストとなったデイブ・ウィットコムは準決勝において、ジョッキー・ウィルソン相手に2-4 (セッツ) の劣勢から巻き返して6-5で劇的な勝利を収めた。なお、ウィルソンは試合終了直後に、酔いの余りステージ上に倒れ込んでしまったという。

### 1985
絶頂期にあるエリック・ブリストウがライバル、ジョン・ロウとの対決を制し、2年連続4度目の優勝を果たした。ブリストウは準決勝の対デイブ・ウィットコム戦において、ワールド・チャンピオンシップでの自己最高となるアベレージ99.66を記録して同97.02のウィットコムを5-2 (セッツ) で下したが、キース・デラーは準々決勝の対ジョン・ロウ戦においてその記録を上回り、ワールド・チャンピオンシップ史上初の100越えアベレージ (100.30) を達成した。しかし、デラーの快挙もむなしく、平均98.09のロウがこの素晴らしい試合を4-2 (セッツ) で制した。

### 1986
エリック・ブリストウの連勝はこの年も止まらず、決勝では第3シードのデイブ・ウィットコムを6-0 (セッツ) で一蹴し、ワールド・チャンピオンシップのハットトリックを完成させた。ウィットコムがこの大会でブリストウに敗れるのは、4年連続のことだった。ベテランのアラン・グレイザーはこの大会で奮闘し、第5シードのキース・デラー、オーストラリアの強豪テリー・オディアらを破って準決勝に進み、そこでエリック・ブリストウ相手に善戦するも、3-5 (セッツ) で敗退となった。

### 1987
ジョン・ロウは決勝においてエリック・ブリストウを6-4 (セッツ) で破ることによって、8年ぶり2度目のワールド・チャンピオンとなった。これにより、ブリストウのワールド・チャンピオンシップでの連勝は19でストップした。ジョッキー・ウィルソンは9回の出場で4度目の準決勝であったが、ジョン・ロウに0-5 (セッツ) で完封負けを喫した。カナダのボブ・シンネーブは初戦で昨年のファイナリスト、第5シードのデイブ・ウィットコムを破る番狂わせを起こしたが、第2ラウンドで最終的なセミファイナリストであるアラン・エヴァンスに0-3 (セッツ) で敗れた。

### 1988
現ワールド・マスターズチャンピオン(当時)、第1シードのボブ・アンダーソンが連覇を目指すジョン・ロウを決勝で6-4 (セッツ) のスコアラインで倒し、初優勝を飾った。エリック・ブリストウのタイトル奪還の野望は、準決勝において、ジョン・ロウに2-5 (セッツ) で敗れることによって打ち砕かれた。アメリカのプレイヤー、リック・ネイはマグナス・カリス, クリス・ジョンズ, デニス・ヒックリングを立て続けに破り、この大会におけるアメリカ人史上最高となるベスト4入りを果たした。

### 1989
1979年の初出場以来10年続けてベスト8以上に進出していたジョッキー・ウィルソンが、準決勝で第1シードのボブ・アンダーソンを5-4 (セッツ) で破った後、決勝で第3シードのエリック・ブリストウを6-4 (セッツ) で倒し、7年ぶり2度目の戴冠を果たした。ジョン・ロウは2年続けて準決勝でブリストウと相まみえたが、今度は1-5 (セッツ) で敗れた。マイク・グレゴリーは6度目の出場で3回目の準々決勝であったが、その3回ともジョッキー・ウィルソンに敗れることとなった。[スコア: 3-4 (セッツ)]

### 1990
アメリカ人プレイヤーのポール・リムが、第2ラウンドの対ジャック・マッケンナ戦において、ワールド・チャンピオンシップ史上初のナイン・ダート・フィニッシュを達成する。
これによりリムは、その年のチャンピオンの賞金より多い£52,000を獲得した。ダーツ界の伝説、フィル・テイラーはこの年がワールド・チャンピオンシップへのデビューであり、準決勝を終えて3セットしか落とさずに勝ち進むと、決勝では第1シードのエリック・ブリストウを6-1 (セッツ) で退けて16回のワールド・タイトルの最初の1つを手にした。

### 1991
大会初出場、40歳のデニス・プリーストリーが決勝でエリック・ブリストウを6-0 (セッツ) の完封で下し、この大会での素晴らしいパフォーマンスを締めくくった。プリーストリーは初戦と2回戦で第8シードのマグナス・カリス、カナダのベテラン、ボブ・シンネーブを共に3-0 (セッツ) で下した後、準々決勝でトップシードのフィル・テイラーを4-3 (セッツ) で敗退させ、今大会最大の波乱を巻き起こした。準決勝ではアラン・ウォリナー＝リトルに競り勝って上がってきたボブ・アンダーソンを5-2 (セッツ) で退けた。オランダのスター、レイモンド・ファン・バルネフェルトはこの年がデビューだったが、初戦でオーストラリアのキース・サリバンに0-3 (セッツ) で敗れた。

### 1994
現役で活躍する歴代のワールド・チャンピオンが、誰も参加しないという状況で、初めてイギリス人以外のチャンピオン (カナダ人のジョン・パート) が、誕生した。

### 1992, 1998, 1999
決勝戦は、全て5・セッツ・オールの2・レッグズ・オールとなり、プレイ・オフにまでもつれ込んだ。
特に1992年は、5・レッグズ・オールとなり、サドン・デス・レッグにまで達したが、フィル・テイラーが、見事D20を決め、マイク・グレゴリーを打ち下し、2度目となるワールド・チャンピオンのタイトルを獲得した。

### 2002
オーストラリア出身のトニー・デヴィッドが準決勝で第2シードのマーティン・アダムズをタイブレークの末5-4 (セッツ) で下した後、決勝で第4シードのマーヴィン・キングを6-4 (セッツ) で破り、史上初のオセアニアからのワールド・チャンピオンが誕生した。キングは準々決勝でレイモンド・ファン・バルネフェルトと対戦し、大会史上初、かつ唯一となる両者対戦平均値100超えの試合を演じ、5-3 (セッツ) で見事勝利した。

### 2007
男子部門の決勝戦は、マーティン・アダムズが、6-0 (セッツ) と、リードしており、余裕の状況であった。
しかし、フィル・ニクソンは、次の6セッツを連続して取得し、6-6 (セッツ) の同点で最終セットを迎えた。
それでも、このセットでアダムズは、開始より連続して3レッグズを取得し、1994年より14年間連続出場したこのワールド・チャンピオンシップにおいて、彼は、初めてチャンピオンの座に輝いた。

### 2008
ウェールズ出身の25歳、マーク・ウェブスターが決勝でサイモン・ウィットロックを7-5 (セッツ) で下し、ウェールズのプレイヤーとしてはリッチー・バーネット以来13年ぶりの戴冠となった。マーティン・アダムズの王座防衛戦は準決勝でウェブスターに4-6 (セッツ) で敗れ終結した。第2シードのゲイリー・アンダーソンは当時ワールド・ダーツ・トロフィーとインターナショナル・ダーツ・リーグのタイトルを保持しており優勝候補だったが、1回戦でオランダのファビアン・ローゼンブランドに2-3 (セッツ) で敗れ大きな波乱となった。

### 2009
第2シードのテッド・ハンキーが熱戦の末トニー・オシェアを7-6 (セッツ) で破り、9年ぶりにチャンピオンに返り咲いた。トップシードのゲイリー・アンダーソンは昨年に続き優勝候補だったが、準々決勝でオシェアに敗れた。同じく優勝候補で昨年度王者のマーク・ウェブスターは、第2ラウンドでジョン・ウォルトンに完封負けを喫した。第3シードのマーティン・アダムズは再び準決勝で、今度はハンキーに4-6 (セッツ) で敗れた。

### 2010
ノーシードのデイブ・チズナルの快走は、決勝でマーティン・アダムズ相手にストップされた。7-5 (セッツ) で勝利したアダムズが、3年ぶり2度目の戴冠を果たした。チズナルは初戦で第4シードのダリル・フィットンを下した後、準々決勝ではテッド・ハンキーを5-4 (セッツ) 、準決勝ではトップシードのトニー・オシェアを6-3 (セッツ) で下した。「ウェールズの伝説」ことマーティン・フィリップスは第2シードのスコット・ウェイツを破るなどして自己最高のベスト4に進み、そこでアダムズに敗れた。

### 2011
トップシードのマーティン・アダムズが、98~99年のレイモンド・ファン・バルネフェルト以来となる大会連覇を達成した。オランダのヤン・デッカーは予選通過者であるにもかかわらず準決勝まで進み、準優勝者のディーン・ウィンスタンリーに2-6 (セッツ) で敗れた。50歳のマーティン・フィリップスは再び準決勝でアダムズに挑むが、4-6 (セッツ) で敗退した。またこの年の大会は、大会開催以来初めてオーストラリアからの選手が出場しなかった。

## 形式
レイクサイドの形式は、以下の通りである。
- シングル・エリミネーション
  - ラスト32 (メンズ)
  - ラスト16 (ウィメンズ)
- セット形式 (各セットは、ベスト・オヴ・5・レッグズ)

### 出場者の決定
出場者の決定方法は、年により異なり、複雑である。
多くの年で、
- 前年の決勝進出プレイヤー
- 直近のワールド・マスター (ワールド・マスターズのチャンピオン)
- 10月後期の時点でのBDO インヴィテイション・テイブルにおける上位プレイヤー
- イギリスで行われる国際出場者決定戦で勝ち続けたプレイヤー

は、出場でき、
- 前年の準決勝進出プレイヤー
- 一昨年以上前のワールド・チャンピオン
- WDF ワールド・ランキング上位プレイヤー

であれば、出場できる可能性が、高い。
例として、2010年のメンズ・トーナメントの出場者決定方法の概要を挙げるが、この他にも細かい規則が、存在する。
1. 昨年のラスト4
2. 上の4人を除いたBDO インヴィテイション・テイブルより上位20位 (同点有)
3. イギリスで行われる国際出場者決定戦から、32よりここまでの出場者数を引いた数と補欠1名
4. 直近のワールド・マスター (ただし、既に出場者となっている場合は、3の補欠が出場)
5. BDO インヴィテイション・テイブルで上位16人をシードとして配置

#### 国際出場者決定戦
毎年、ワールド・マスターズの前に、このトーナメントの出場者決定戦が、イギリスで行われている。
出場者決定戦は、このイヴェントのみであり、賞金は支払われない。
イギリスから遠いヨーロッパ以外の参加者は、少なく、予選通過者は、ほぼイギリスを中心としたヨーロッパのプレイヤーであり、本戦を世界各地からプレイヤーを集めるイヴェントとはなってはいない。
世界各地で予選があるPDC ワールド・ダーツ・チャンピオンシップの予選とも同時出場が可能であり、PDC ワールド・チャンピオンシップの日本予選とこのイヴェントの両方に参加している日本人プレイヤーもいるが、日本で行われるPDCの予選に比べて圧倒的に参加者が少なく、また、PDC ワールド・チャンピオンシップの本戦に参加した日本人プレイヤーは、誰もこのイヴェントに参加したことはない。

### プレイヤー数と出身国数

#### メンズ
以下は、本戦に参加するプレイヤー数と、プレイヤーの出身国数である。
南アメリカ、アフリカ、アジアからの参加は一度も無く、2011年は、オセアニアからの参加も無くなり、ヨーロッパのプレイヤーだけとなった。
| 年   | 参加人数 | 出身国数 | イギリス        | ヨーロッパ           | オセアニア | 北アメリカ | 南アメリカ | アフリカ | アジア |
| ---- | -------- | -------- | --------------- | -------------------- | ---------- | ---------- | ---------- | -------- | ------ |
| 1978 | 16       | 8/6      | 8: 4, 2, 2      | 3: 1, 2              | 2: 2       | 3: 2, 1    |            |          |        |
| 1979 | 24       | 7/5      | 17: 9, 5, 3     | 2: 1, 1              | 5: 2       | 3: 3       |            |          |        |
| 1980 | 24       | 7/5      | 17: 11, 3, 3    | 1: 1                 | 2: 2       | 4: 3, 1    |            |          |        |
| 1981 | 32       | 9/7      | 20: 12, 4, 4    | 3: 1, 1              | 4: 4       | 5: 3, 2    |            |          |        |
| 1982 | 32       | 10/7     | 18: 11, 2, 4, 1 | 3: 1, 1              | 4: 4       | 2: 5, 2    |            |          |        |
| 1983 | 32       | 10/7     | 21: 11, 6, 3, 1 | 3: 1, 1              | 2: 2       | 6: 5, 1    |            |          |        |
| 1984 | 32       | 12/9     | 19: 12, 4, 2, 1 | 5: 1, 1              | 3: 3       | 5: 3, 2    |            |          |        |
| 1985 | 32       | 10/7     | 20: 13, 3, 2, 2 | 5: 1, 2, 2           | 2: 2       | 5: 3, 2    |            |          |        |
| 1986 | 32       | 10/7     | 21: 12, 4, 3, 2 | 4: 1, 2              | 2: 2       | 5: 3, 2    |            |          |        |
| 1987 | 32       | 10/7     | 21: 12, 5, 3, 1 | 4: 1, 2              | 2: 2       | 5: 3, 2    |            |          |        |
| 1988 | 32       | 11/8     | 18: 12, 2, 2    | 6: 3, 1, 1           | 3: 3       | 5: 3, 2    |            |          |        |
| 1989 | 32       | 11/8     | 20: 14, 2, 3, 1 | 5: 2, 1, 1           | 2: 2       | 5: 3, 2    |            |          |        |
| 1990 | 32       | 13/10    | 19: 13, 2, 3, 1 | 7: 1, 2, 1, 1        | 2: 2       | 4: 2, 2    |            |          |        |
| 1991 | 32       | 12/10    | 20: 13, 4, 3    | 6: 1, 1              | 2: 2       | 4: 2, 2    |            |          |        |
| 1992 | 32       | 12/10    | 19: 14, 2, 3    | 8: 2, 1, 2, 1, 1     | 2: 2       | 3: 2, 1    |            |          |        |
| 1993 | 32       | 12/9     | 21: 15, 2, 3, 1 | 5: 1, 2, 1, 1        | 3: 2, 1    | 3: 2, 1    |            |          |        |
| 1994 | 32       | 10/8     | 20: 12, 4, 4    | 6: 1, 3, 1           | 2: 2       | 4: 3, 1    |            |          |        |
| 1995 | 32       | 10/8     | 21: 15, 2, 4    | 6: 1, 2, 1, 2        | 3: 2, 1    | 2: 2       |            |          |        |
| 1996 | 32       | 11/8     | 21: 13, 3, 2    | 7: 2, 1, 3, 1        | 2: 2       | 2: 1, 1    |            |          |        |
| 1997 | 32       | 9/6      | 23: 15, 4, 3, 1 | 4: 2, 2              | 2: 2       | 3: 1, 2    |            |          |        |
| 1998 | 32       | 9/6      | 24: 16, 4, 3, 1 | 5: 1, 3, 1           | 2: 2       | 1: 1       |            |          |        |
| 1999 | 32       | 7/5      | 25: 18, 4, 3    | 4: 1, 3              | 2: 2       | 1: 1       |            |          |        |
| 2000 | 32       | 6/4      | 27: 22, 2, 3    | 2: 2                 | 2: 2       | 1: 1       |            |          |        |
| 2001 | 32       | 8/5      | 27: 22, 2, 1, 1 | 4: 1, 2              | 2: 2       |            |            |          |        |
| 2002 | 32       | 10/8     | 20: 15, 1, 4    | 10: 2, 1, 2, 3, 1, 1 | 2: 2       |            |            |          |        |
| 2003 | 32       | 11/9     | 21: 15, 3, 3    | 9: 1, 4, 1           | 2: 1, 1    |            |            |          |        |
| 2004 | 32       | 8/6      | 22: 18, 1, 3    | 7: 1, 5, 1           | 3: 2, 1    |            |            |          |        |
| 2005 | 32       | 8/6      | 21: 16, 1, 4    | 8: 2, 5, 1           | 2: 2       | 1: 1       |            |          |        |
| 2006 | 32       | 7/6      | 20: 16, 4       | 12: 1, 2, 1, 7       | 1: 1       |            |            |          |        |
| 2007 | 31       | 7/5      | 21: 16, 2, 3    | 10: 1, 7, 1          | 1: 1       |            |            |          |        |
| 2008 | 32       | 6/4      | 23: 16, 2, 5    | 6: 6                 | 2: 2       | 1: 1       |            |          |        |
| 2009 | 32       | 9/6      | 24: 16, 4, 3, 1 | 6: 1, 3, 1, 1        | 2: 2       |            |            |          |        |
| 2010 | 32       | 8/5      | 26: 20, 1, 4, 1 | 5: 1, 3, 1           | 1: 1       |            |            |          |        |
| 2011 | 32       | 5/3      | 28: 24, 1, 3    | 4: 3, 1              |            |            |            |          |        |

#### ウィメンズ
以下は、本戦に参加するプレイヤー数と、プレイヤーの出身国数である。
出場者は、ほぼヨーロッパのプレイヤーのみとなっている。
| 年   | 参加人数 | 出身国数 | イギリス   | ヨーロッパ | オセアニア | 北アメリカ | 南アメリカ | アフリカ | アジア |
| ---- | -------- | -------- | ---------- | ---------- | ---------- | ---------- | ---------- | -------- | ------ |
| 2001 | 4        | 2/2      | 3: 3       | 1: 1       |            |            |            |          |        |
| 2002 | 8        | 5/4      | 5: 3, 2    | 2: 1, 1    |            | 1: 1       |            |          |        |
| 2003 | 8        | 4/2      | 5: 2, 1    | 3: 3       |            |            |            |          |        |
| 2004 | 8        | 4/3      | 4: 3, 1    | 4: 1, 3    |            |            |            |          |        |
| 2005 | 8        | 5/3      | 5: 3, 1, 1 | 3: 1, 2    |            |            |            |          |        |
| 2006 | 8        | 4/3      | 5: 4, 1    | 3: 2, 1    |            |            |            |          |        |
| 2007 | 8        | 5/5      | 2: 2       | 5: 1, 3, 1 | 1: 1       |            |            |          |        |
| 2008 | 8        | 4/3      | 4: 3, 1    | 4: 3, 1    |            |            |            |          |        |
| 2009 | 8        | 4/2      | 4: 2, 1, 1 | 4: 4       |            |            |            |          |        |
| 2010 | 8        | 4/3      | 6: 4, 2    | 2: 1, 1    |            |            |            |          |        |
| 2011 | 8        | 4/3      | 6: 4, 2    | 2: 1, 1    |            |            |            |          |        |

### 本戦
本戦の形式は、以下の通りである。
全ての試合にはタイブレイクがあり、最後のセットのみ2レッグズ差がつくまで勝ちとならないが、5-5となった場合、スロウ・フォー・ブルを行って先攻を決め、そのレッグを取ったプレイヤーを勝ちとする。
| 曜日 | メンズ   | メンズ                | メンズ | ウィメンズ | ウィメンズ            | ウィメンズ |
| 曜日 | ラウンド | セッツ (ベスト・オヴ) | 試合数 | ラウンド   | セッツ (ベスト・オヴ) | 試合数     |
| ---- | -------- | --------------------- | ------ | ---------- | --------------------- | ---------- |
| 土   | 1        | 5                     | 6      | 準々決勝   | 3                     | 2          |
| 日   | 1        | 5                     | 6      | 準々決勝   | 3                     | 2          |
| 月   | 1        | 5                     | 4      | -          | -                     | -          |
| 月   | 2        | 7                     | 2      | -          | -                     | -          |
| 火   | 2        | 7                     | 3      | -          | -                     | -          |
| 水   | 2        | 7                     | 3      | -          | -                     | -          |
| 木   | 準々決勝 | 9                     | 2      | 準決勝     | 3                     | 2          |
| 金   | 準々決勝 | 9                     | 2      | 決勝       | 5                     | 1          |
| 土   | 準決勝   | 11                    | 2      | -          | -                     | -          |
| 日   | 決勝     | 13                    | 1      | -          | -                     | -          |

#### セット数
各年の各ラウンドにおけるセット数は、以下の通りである。
ただし、1978年のメンズ及び2015年から2020年までのユースにおける決勝以外の全てのラウンドはレッグ形式となっている。
| 年   | メンズ          | メンズ    | メンズ   | メンズ    | メンズ   | メンズ   | ウィメンズ | ウィメンズ | ウィメンズ | ユース   | ユース  | ユース |
| 年   | ラスト 32 (*24) | ラスト 16 | 準々決勝 | 3位決定戦 | 準決勝   | 決勝     | 準々決勝   | 準決勝     | 決勝       | 準々決勝 | 準決勝  | 決勝   |
| ---- | --------------- | --------- | -------- | --------- | -------- | -------- | ---------- | ---------- | ---------- | -------- | ------- | ------ |
| 1978 | -               | 11 (leg)  | 11 (leg) | 9 (leg)   | 15 (leg) | 21 (leg) | -          | -          | -          | -        | -       | -      |
| 1979 | *3              | 3         | 5        | 不明      | 5        | 9        | -          | -          | -          | -        | -       | -      |
| 1980 | *3              | 3         | 5        | 3         | 7        | 9        | -          | -          | -          | -        | -       | -      |
| 1981 | 3               | 3         | 7        | 3         | 7        | 9        | -          | -          | -          | -        | -       | -      |
| 1982 | 3               | 3         | 7        | 3         | 7        | 9        | -          | -          | -          | -        | -       | -      |
| 1983 | 3               | 5         | 7        | 3         | 9        | 11       | -          | -          | -          | -        | -       | -      |
| 1984 | 3               | 7         | 9        | -         | 11       | 13       | -          | -          | -          | -        | -       | -      |
| 1985 | 3               | 5         | 7        | -         | 9        | 11       | -          | -          | -          | -        | -       | -      |
| 1986 | 5               | 5         | 7        | -         | 9        | 11       | -          | -          | -          | 3        | 3       | 5      |
| 1987 | 5               | 5         | 7        | -         | 9        | 11       | -          | -          | -          | 3        | 3       | 5      |
| 1988 | 5               | 5         | 7        | -         | 9        | 11       | -          | -          | -          | -        | -       | -      |
| 1989 | 5               | 5         | 7        | -         | 9        | 11       | -          | -          | -          | -        | -       | -      |
| 1990 | 5               | 5         | 7        | -         | 9        | 11       | -          | -          | -          | -        | -       | -      |
| 1991 | 5               | 5         | 7        | -         | 9        | 11       | -          | -          | -          | -        | -       | -      |
| 1992 | 5               | 5         | 7        | -         | 9        | 11       | -          | -          | -          | -        | -       | -      |
| 1993 | 5               | 5         | 7        | -         | 9        | 11       | -          | -          | -          | -        | -       | -      |
| 1994 | 5               | 5         | 7        | -         | 9        | 11       | -          | -          | -          | -        | -       | -      |
| 1995 | 5               | 5         | 7        | -         | 9        | 11       | -          | -          | -          | -        | -       | -      |
| 1996 | 5               | 5         | 7        | -         | 9        | 11       | -          | -          | -          | -        | -       | -      |
| 1997 | 5               | 5         | 7        | -         | 9        | 11       | -          | -          | -          | -        | -       | -      |
| 1998 | 5               | 5         | 9        | -         | 9        | 11       | -          | -          | -          | -        | -       | -      |
| 1999 | 5               | 5         | 9        | -         | 9        | 11       | -          | -          | -          | -        | -       | -      |
| 2000 | 5               | 5         | 9        | -         | 9        | 11       | -          | -          | -          | -        | -       | -      |
| 2001 | 5               | 5         | 9        | -         | 9        | 11       | -          | 3          | 3          | -        | -       | -      |
| 2002 | 5               | 5         | 9        | -         | 9        | 11       | 3          | 3          | 3          | -        | -       | -      |
| 2003 | 5               | 5         | 9        | -         | 9        | 11       | 3          | 3          | 3          | -        | -       | -      |
| 2004 | 5               | 5         | 9        | -         | 9        | 11       | 3          | 3          | 3          | -        | -       | -      |
| 2005 | 5               | 5         | 9        | -         | 9        | 11       | 3          | 3          | 3          | -        | -       | -      |
| 2006 | 5               | 7         | 9        | -         | 11       | 13       | 3          | 3          | 3          | -        | -       | -      |
| 2007 | 5               | 7         | 9        | -         | 11       | 13       | 3          | 3          | 3          | -        | -       | -      |
| 2008 | 5               | 7         | 9        | -         | 11       | 13       | 3          | 3          | 3          | -        | -       | -      |
| 2009 | 5               | 7         | 9        | -         | 11       | 13       | 3          | 3          | 3          | -        | -       | -      |
| 2010 | 5               | 7         | 9        | -         | 11       | 13       | 3          | 3          | 3          | -        | -       | -      |
| 2011 | 5               | 7         | 9        | -         | 11       | 13       | 3          | 3          | 3          | -        | -       | -      |
| 2012 | 5               | 7         | 9        | -         | 11       | 13       | 3          | 3          | 3          | -        | -       | -      |
| 2013 | 5               | 7         | 9        | -         | 11       | 13       | 3          | 3          | 3          | -        | -       | -      |
| 2014 | 5               | 7         | 9        | -         | 11       | 13       | 3          | 3          | 5          | -        | -       | -      |
| 2015 | 5               | 7         | 9        | -         | 11       | 13       | 3          | 3          | 5          | 5 (leg)  | 5 (leg) | 5      |
| 2016 | 5               | 7         | 9        | -         | 11       | 13       | 3          | 3          | 5          | 5 (leg)  | 5 (leg) | 5      |
| 2017 | 5               | 7         | 9        | -         | 11       | 13       | 3          | 3          | 5          | 5 (leg)  | 7 (leg) | 5      |
| 2018 | 5               | 7         | 9        | -         | 11       | 13       | 3          | 3          | 5          | 5 (leg)  | 5 (leg) | 5      |
| 2019 | 5               | 7         | 9        | -         | 11       | 13       | 3          | 3          | 5          | 5 (leg)  | 5 (leg) | 5      |
| 2020 | 5               | 7         | 9        | -         | 11       | 13       | 3          | 3          | 5          | 7 (leg)  | 7 (leg) | 5      |

## メンズ
ダーツ界の分裂前は、エリック・ブリストウ、ジョン・ロウ、ジョッキー・ウィルソンといったプレイヤーが中心となって、ダーツの人気向上に務めたこともあり、このワールド・チャンピオンシップも、最重要トーナメントとしての認知度を高められていった。
しかし、タバコと酒との関係が非常に強かったダーツは、1980年代後期にこれらの規制が強まる中、スポンサーシップとテレビ放送の激減という大打撃を受けた。
1989年には、このワールド・チャンピオンシップが、唯一のテレビ放送されるダーツ・トーナメントとなる。
フィル・テイラーやデニス・プリーストリーという、その後ダーツを未知のレヴェルへ誘っていくプレイヤーが、ワールド・チャンピオンとなったのは、そのような時期であった。
BDOがこの状況を打破しようとしないのなら、自ずから打破しようと、ブリストウを中心としたプレイヤー達が、WDC (PDC) を結成し、行動を始める。
彼らの行動は実を結び、WDCが独自に開催したトーナメントは、テレビ放送されたり、スポンサーシップを受けるようになる。
しかし、BDOはこのような行動を認めようとしなかったため、現役で活躍する1993年までの全ワールド・チャンピオンを含むWDCのプレイヤー達は、BDOから完全に分離し、1994年からこのトーナメントに参加しなくなった。
その後、BDOでは、顔なじみの大物トップ・プレイヤーはいなくなったが、新たなトップ・プレイヤーが育ち、BDOのワールド・チャンピオンシップは、レヴェルの回復をみせる。
WDCは、ブリストウなどの不調から抜け出せないプレイヤーが、増えてきたこともあり、最上位層においてはWDCが上なままだが、全体においてはBDOが上となり、レヴェルの逆転を達成する。
しかし、BDOのワールド・チャンピオンシップの体制は、何かが変わったわけではなく、他のトーナメントのテレビ放送が増えたわけでもない。
一方、WDCのワールド・チャンピオンシップは、参加人数も賞金総額も少なかったが、衛星放送のスポーツ専門チャネルであるSky Sportsにおいてワールド・チャンピオンシップの全試合が放映され、視聴者を惹き付ける様々な工夫を、新しいパートナー達と一緒に取り入れていく (この様々なアイディアは、後にBDOも模倣するようになる)。
しかも、WDCのテレビ放送は、ワールド・チャンピオンシップ以外にもあり、また、ダーツの名コメンテイターであるシド・ワデルも、BBCからSkyに移籍する。
WDCの名称がPDCになった1997年、1994 BDO ワールド・チャンピオンであるジョン・パートが移籍、その後もワールド・チャンピオンを含めたトップ・プレイヤーが、次々にPDCに移籍する。
彼らに加え、PDCで目覚ましい成長を遂げた新たなプレイヤー達により、PDCのプレイヤー不足が解消され、全体の試合レヴェルにおいて、BDOは、PDCに再逆転されてしまい、参加人数も賞金総額もPDCに次々と追い抜かれていった。
現在、これら全ての差は、ますます広がっている。
また、このワールド・チャンピオンシップに参加するプレイヤーの出身国も、PDCのものとは異なり、少ない上に地域が偏っている。
現在のBDOには、PDCにいるレヴェルの人気プレイヤーも、移籍により存在しないため、世界規模では、当然PDCの放送が多くなる。
しかし、BDOのワールド・チャンピオンシップは、PDCのものより歴史があり、イギリスの公共放送であるBBCが放送しているため、イギリスでは、視聴数が多い。

### 結果
70年代と80年代、エリック・ブリストウとジョン・ロウは、このトーナメントの顔となっており、初回の1978年から1991年まで、彼らのどちらかは決勝戦に姿を見せていた。
フィル・テイラーやデニス・プリーストリーの登場によって、状況が変わってくるが、分裂前最後の1993年も、ロウがチャンピオンとなる。
その後も、チャンピオンや実力的にはワールド・チャンピオンと遜色ないプレイヤーが、次々とPDCに移籍していったために、前年までの顔触れが決勝戦に登場しなくなる場合が多い (熟練プレイヤーが、新星プレイヤーの登場で勝てなくなったという例は少ない)。
現在、BDOに在籍し、複数回ワールド・チャンピオンになったプレイヤーには、テッド・ハンキー (2000, 2009) とマーティン・アダムズ (2007, 2010, 2011) が、存在する。

#### 決勝戦
| 年   | チャンピオン                               | スコア | 準優勝                                     |
| ---- | ------------------------------------------ | ------ | ------------------------------------------ |
| 1978 | レイトン・リース (92.40)                   | 11-7   | ジョン・ロウ (89.40)                       |
| 1979 | ジョン・ロウ (87.42)                       | 5-0    | レイトン・リース (76.62)                   |
| 1980 | エリック・ブリストウ (88.10)               | 5-3    | ボビー・ジョージ (86.49)                   |
| 1981 | エリック・ブリストウ (86.10)               | 5-3    | ジョン・ロウ (81.00)                       |
| 1982 | ジョッキー・ウィルソン (88.10)             | 5-3    | ジョン・ロウ (84.30)                       |
| 1983 | キース・デラー (90.00)                     | 6-5    | エリック・ブリストウ (93.90)               |
| 1984 | エリック・ブリストウ (97.50)               | 7-1    | デイブ・ウィットコム (90.60)               |
| 1985 | エリック・ブリストウ (97.50)               | 6-2    | ジョン・ロウ (93.12)                       |
| 1986 | エリック・ブリストウ (94.47)               | 6-0    | デイブ・ウィットコム (90.45)               |
| 1987 | ジョン・ロウ (90.63)                       | 6-4    | エリック・ブリストウ (94.29)               |
| 1988 | ボブ・アンダーソン (92.70)                 | 6-4    | ジョン・ロウ (92.07)                       |
| 1989 | ジョッキー・ウィルソン (94.32)             | 6-4    | エリック・ブリストウ (90.66)               |
| 1990 | フィル・テイラー (97.47)                   | 6-1    | エリック・ブリストウ (93.00)               |
| 1991 | デニス・プリーストリー (92.57)             | 6-0    | エリック・ブリストウ (84.15)               |
| 1992 | フィル・テイラー (97.59)                   | 6-5    | マイク・グレゴリー (94.41)                 |
| 1993 | ジョン・ロウ (83.97)                       | 6-3    | アラン・ウォリナー＝リトル (82.32)         |
| 1994 | ジョン・パート (82.44)                     | 6-0    | ボビー・ジョージ (80.31)                   |
| 1995 | リッチー・バーネット (93.63)               | 6-3    | レイモンド・ファン・バルネフェルト (91.23) |
| 1996 | スティーブ・ビートン (90.27)               | 6-3    | リッチー・バーネット (88.05)               |
| 1997 | レス・ウォレス (92.19)                     | 6-3    | マーシャル・ジェイムズ (92.01)             |
| 1998 | レイモンド・ファン・バルネフェルト (93.96) | 6-5    | リッチー・バーネット (97.14)               |
| 1999 | レイモンド・ファン・バルネフェルト (94.65) | 6-5    | ロニー・バクスター (94.65)                 |
| 2000 | テッド・ハンキー (92.40)                   | 6-0    | ロニー・バクスター (88.35)                 |
| 2001 | ジョン・ウォルトン (95.55)                 | 6-2    | テッド・ハンキー (94.86)                   |
| 2002 | トニー・デイビッド (93.57)                 | 6-4    | マーヴィン・キング (89.67)                 |
| 2003 | レイモンド・ファン・バルネフェルト (94.86) | 6-3    | リッチー・デイヴィス (90.66)               |
| 2004 | アンディ・フォーダム (97.08)               | 6-3    | マーヴィン・キング (91.02)                 |
| 2005 | レイモンド・ファン・バルネフェルト (96.78) | 6-2    | マーティン・アダムズ (91.35)               |
| 2006 | イェレ・クラーセン (90.42)                 | 7-5    | レイモンド・ファン・バルネフェルト (93.06) |
| 2007 | マーティン・アダムズ (90.30)               | 7-6    | フィル・ニクソン (87.09)                   |
| 2008 | マーク・ウェブスター (92.07)               | 7-5    | サイモン・ウィットロック (93.92)           |
| 2009 | テッド・ハンキー (91.46)                   | 7-6    | トニー・オシェア (90.54)                   |
| 2010 | マーティン・アダムズ (95.01)               | 7-5    | デイブ・チズナル (93.42)                   |
| 2011 | マーティン・アダムズ (92.13)               | 7-5    | ディーン・ウィンスタンリー (89.08)         |
| 2012 | クリスチャン・キスト (90.00)               | 7-5    | トニー・オシェア (87.78)                   |
| 2013 | スコット・ウェイツ (86.43)                 | 7-1    | トニー・オシェア (81.90)                   |
| 2014 | スティーブン・バンティング (96.18)         | 7-4    | アラン・ノリス (92.19)                     |
| 2015 | スコット・ミッチェル (92.61)               | 7-6    | マーティン・アダムズ (92.55)               |
| 2016 | スコット・ウェイツ (87.54)                 | 7-1    | ジェフ・スミス (84.99)                     |
| 2017 | グレン・デュラント (93.48)                 | 7-3    | ダニー・ノッパード (93.30)                 |
| 2018 | グレン・デュラント (93.97)                 | 7-6    | マーク・マクギーニー (86.31)               |
| 2019 | グレン・デュラント (95.19)                 | 7-3    | スコット・ウェイツ (91.38)                 |
| 2020 | ウェイン・ウォーレン (93.72)               | 7-4    | ジム・ウィリアムズ (94.53)                 |

#### ナイン・ダート・フィニッシュ
レイクサイドでのナイン・ダート・フィニッシュは、1回のみである。
| 年   | 日付          | プレイヤー   | ラウンド | セット | レッグ | 対戦相手           | 方法                            | 賞金    | レフェリー                   | コメンテイター   |
| ---- | ------------- | ------------ | -------- | ------ | ------ | ------------------ | ------------------------------- | ------- | ---------------------------- | ---------------- |
| 1990 | 1990/1/9 (火) | ポール・リム | 2        | 2      | 1      | ジャック・マッケナ | T20 x 3; T20 x 3; T20, T19, D12 | £52,000 | マーティン・フィッツモーリス | トニー・グリーン |

#### トーナメント全体の平均値
以下は、それぞれの年のトーナメントで行われた全試合通しての平均値である。
| 開催 | 母集団 (ラスト) | 70+ | 75+ | 80+ | 85+ | 90+ | 95+ | 100+ |
| ---- | --------------- | --- | --- | --- | --- | --- | --- | ---- |
| 1978 | 16              | 13  | 11  | 4   | 3   | 2   | 0   | 0    |
| 1979 | 24              | 22  | 13  | 7   | 4   | 0   | 0   | 0    |
| 1980 | 24              | 23  | 21  | 11  | 4   | 0   | 0   | 0    |
| 1981 | 32              | 28  | 24  | 15  | 4   | 0   | 0   | 0    |
| 1982 | 32              | 29  | 24  | 11  | 4   | 0   | 0   | 0    |
| 1983 | 32              | 29  | 27  | 16  | 7   | 2   | 0   | 0    |
| 1984 | 32              | 30  | 27  | 20  | 10  | 3   | 0   | 0    |
| 1985 | 32              | 31  | 30  | 25  | 13  | 5   | 0   | 0    |
| 1986 | 32              | 32  | 30  | 24  | 10  | 1   | 0   | 0    |
| 1987 | 32              | 32  | 30  | 22  | 12  | 5   | 0   | 0    |
| 1988 | 32              | 32  | 32  | 28  | 15  | 1   | 1   | 0    |
| 1989 | 32              | 32  | 31  | 26  | 17  | 4   | 0   | 0    |
| 1990 | 32              | 32  | 27  | 24  | 15  | 2   | 0   | 0    |
| 1991 | 32              | 32  | 31  | 25  | 13  | 4   | 1   | 0    |
| 1992 | 32              | 31  | 30  | 24  | 17  | 5   | 1   | 0    |
| 1993 | 32              | 32  | 30  | 29  | 24  | 11  | 3   | 0    |
| 1994 | 32              | 32  | 31  | 26  | 12  | 0   | 0   | 0    |
| 1995 | 32              | 32  | 32  | 29  | 17  | 8   | 1   | 0    |
| 1996 | 32              | 32  | 30  | 27  | 22  | 9   | 0   | 0    |
| 1997 | 32              | 32  | 30  | 27  | 22  | 6   | 2   | 0    |
| 1998 | 32              | 32  | 32  | 32  | 23  | 12  | 2   | 0    |
| 1999 | 32              | 32  | 32  | 32  | 28  | 17  | 5   | 0    |
| 2000 | 32              | 32  | 32  | 32  | 22  | 12  | 1   | 0    |
| 2001 | 32              | 32  | 32  | 31  | 28  | 18  | 3   | 0    |
| 2002 | 32              | 32  | 31  | 29  | 24  | 11  | 1   | 1    |
| 2003 | 32              | 32  | 32  | 31  | 23  | 10  | 2   | 0    |
| 2004 | 32              | 32  | 32  | 29  | 21  | 10  | 2   | 0    |
| 2005 | 32              | 32  | 31  | 30  | 22  | 7   | 2   | 0    |
| 2006 | 32              | 32  | 32  | 29  | 18  | 8   | 0   | 0    |
| 2007 | 31              | 31  | 31  | 31  | 22  | 7   | 0   | 0    |
| 2008 | 32              | 32  | 31  | 25  | 17  | 6   | 1   | 0    |
| 2009 | 32              | 30  | 28  | 26  | 18  | 9   | 0   | 0    |
| 2010 | 32              | 31  | 30  | 28  | 17  | 6   | 0   | 0    |
| 2011 | 32              | 32  | 31  | 29  | 19  | 4   | 0   | 0    |

100以上となった平均値の詳細は、次の#最高大会平均値を参照されたい。

### 記録
ダーツにおけるワールド・チャンピオンシップの記録ではなく、このイヴェントに関する記録である。
よって、ダーツ界の分裂の前後により、記録の重みを区別していない。

#### 回数
ここでは、回数に関わる記録を紹介する。
括弧内は、PDCのワールド・チャンピオンシップを加えた回数である。
ただし、PDCに移籍していないプレイヤーは、括弧付きの数字を付けていない。
また、参考として、フィル・テイラーとレイモンド・ファン・バルネフェルトの記録も、合わせて紹介する。

##### 最多チャンピオン
- 5 (5)  エリック・ブリストウ
- 4 (5)  レイモンド・ファン・バルネフェルト
- 3 (3)  ジョン・ロウ
- 3  マーティン・アダムズ
- 3 (3)  グレン・デュラント

2 (15) フィル・テイラー

##### 最多決勝出場
- 10 (10)  エリック・ブリストウ
- 8 (8)  ジョン・ロウ
- 6 (8)  レイモンド・ファン・バルネフェルト

2 (18) フィル・テイラー

##### 最多出場
ジョン・ロウとエリック・ブリストウは、分裂前において全回出場を達成している。
この2人を押さえて1位となったマーティン・アダムズは、分裂後において、2019年大会を除いた全ての大会への出場を果たしている。
- 26  マーティン・アダムズ
- 18  ゲイリー・ロブソン
- 17  トニー・オシェア
- 16 (28)  ジョン・ロウ
- 16 (23)  エリック・ブリストウ
- 16  テッド・ハンキー
- 16  マーティン・フィリップス
- 16  ダリル・フィットン

14 (32) レイモンド・ファン・バルネフェルト
4 (29) フィル・テイラー

#### 最多勝利
BDOのレジェンド、マーティン・アダムズのレイクサイドにおける最初の勝利は1994年大会の対ペル・スカウ戦まで遡る。最後の勝利は2017年大会の対ジェフ・スミス戦 (2回戦) まで下る。その間実に23年である。
- 52  マーティン・アダムズ (5回: 2007, 2010 - 2011;　4回: 2005, 2015;　3回: 1995, 2002, 2006, 2008 - 2009;　2回: 1994, 1996, 1999, 2012, 2014, 2017;　1回: 2001, 2003)
- 50  エリック・ブリストウ (5回: 1981, 1984 - 1986;　4回: 1980, 1983, 1987, 1989 - 1991;　3回: 1988;　1回: 1979, 1992 - 1993)
- 47  ジョン・ロウ (5回: 1987, 1993;　4回: 1979, 1981 - 1982, 1985, 1988;　3回: 1978, 1984, 1989, 1992;　2回: 1983, 1986;　1回: 1990)
- 38  レイモンド・ファン・バルネフェルト (5回: 1998 - 1999, 2003, 2005;　4回: 1995, 2006;　3回: 2004;　2回: 2001 - 2002;　1回: 1993, 1996 - 1997)

#### 不敗記録
エリック・ブリストウの19連勝という記録は、大会の終結まで誰にも破られないままであり、不滅の大記録となった。グレン・デュラントは最終開催の2020年大会で優勝すれば新記録 (20連勝) 樹立だったが、PDCに移籍したため達成できなかった。
- 19  エリック・ブリストウ (1984年1回戦 - 1987年決勝)
- 15  グレン・デュラント (2017年1回戦 - 2020年不参加)

##### ナイン・ダート・フィニッシュ
- 1 (0)  ポール・リム

0 (2) レイモンド・ファン・バルネフェルト
0 (0) フィル・テイラー

#### 対戦平均値
ここでは、対戦平均値に関する記録を紹介する。PDCのワールド・チャンピオンシップでは、あるプレイヤーのトーナメント全体の平均が100以上となるのは、珍しいことではないが、BDOでは1度しか無い。
ここでは、1つの対戦中で平均値が100以上となったものを中心に扱う。

##### 最高大会平均値
3試合以上戦った場合のみの記録である。レイモンド・ファン・バルネフェルトは、この大会で唯一、100以上のトーナメント平均を記録している。
- 100.88  レイモンド・ファン・バルネフェルト (2002)

##### 最高対戦平均値
大会最高記録は、レイモンド・ファン・バルネフェルトの103.83である。
| 記録   | プレイヤー                         | 年   | ラウンド | 対戦相手                           |
| ------ | ---------------------------------- | ---- | -------- | ---------------------------------- |
| 103.83 | レイモンド・ファン・バルネフェルト | 2004 | 準々決勝 | ジョン・ウォルトン                 |
| 102.63 | デニス・プリーストリー             | 1993 | ラスト32 | ジョッキー・ウィルソン             |
| 101.67 | マーヴィン・キング                 | 2002 | 準々決勝 | レイモンド・ファン・バルネフェルト |
| 101.55 | テッド・ハンキー                   | 1998 | ラスト32 | ウェイン・ウィーニング             |
| 101.40 | マルコ・プサ                       | 2001 | ラスト16 | ジェズ・ポーター                   |
| 101.28 | マーティン・アダムズ               | 2002 | 準々決勝 | ウェイン・ジョーンズ               |
| 101.10 | レイモンド・ファン・バルネフェルト | 2002 | 準々決勝 | マーヴィン・キング                 |
| 100.92 | レイモンド・ファン・バルネフェルト | 2005 | ラスト16 | マイク・ヴィーチ                   |
| 100.92 | グレン・デュラント                 | 2018 | 準々決勝 | ジム・ウィリアムズ                 |
| 100.83 | レイモンド・ファン・バルネフェルト | 2002 | ラスト32 | ボビー・ジョージ                   |

##### トーナメント史上初
- キース・デラー, 100.29 (1985年準々決勝の対ジョン・ロウ戦)
- フィル・テイラー, 100.80 (1990年準決勝の対クリフ・ラザレンコ戦)
- デニス・プリーストリー, 102.63 (1993年第1ラウンドの対ジョッキー・ウィルソン戦)

##### 回数
- 6  レイモンド・ファン・バルネフェルト
- 3  マーティン・アダムズ
- 2  テッド・ハンキー

##### 両者共
- 2002年準々決勝 (101.67)  マーヴィン・キング 5 vs 3  レイモンド・ファン・バルネフェルト (101.10)

#### 年齢
ここでは、年齢に関わる記録を紹介する。

##### 最年少チャンピオン
- 21歳90日[22]  イェレ・クラーセン (2006)

##### 最年少出場者
- 14歳4日  レイトン・ベネット (2020)

##### 最年長チャンピオン
- 57歳219日  ウェイン・ウォーレン (2020)

## 女子
BDOのトーナメントで2番目に大きいとされるワールド・マスターズは、1982年から女子部門が開催されていたが、BDOのワールド・チャンピオンシップには、長らく女子部門は無かった。
しかし、PDCが、BDOの女子トップ・プレイヤーを、2001 PDC ワールド・ダーツ・チャンピオンシップに招待したことに対し、BDOは、女子プレイヤーを出場させないため、PDCのワールド・チャンピオンシップに出場したプレイヤーのランキング・ポイントを減らすと脅し、2001年のBDOのワールド・チャンピオンシップから、女子部門を新設したという経緯がある。
こうして2001年より、男子部門と女子部門が行われるようになり、この年からイヴェント名も、"BDO ワールド・プロフェッショナル・ダーツ・チャンピオンシップス"と、複数形になっている。

### 結果
トリナ・ガリバーが、このトーナメントのタイトルを、2011年までの11回中9回と、ほぼ独占している。
初回からチャンピオンの座を守り続けてきたガリバーであったが、2008年、アナスタシア・ドブロミスロワが、初めてガリバーより、このタイトルを奪う。
その後、ドブロミスロワは、このタイトルを防衛すること無く、PDCに移籍するものの、2009年のタイトルは、長年ガリバーによって2番手に押さえられてきたフランシス・フーンセラールに、初めて獲得されてしまう。
しかし、2010年は、再びガリバーの手元にタイトルが戻ってくることとなった。だが、その後は、リサ・アシュトンが2012年から2020年までの9回中6回で決勝進出を果たしており、この大会をリードしている。

#### 決勝戦
| 年   | チャンピオン                         | スコア | 準優勝                               | 賞金    |
| ---- | ------------------------------------ | ------ | ------------------------------------ | ------- |
| 2001 | トリナ・ガリバー (83.97)             | 2-1    | マンディー・ソロモンズ (79.11)       | £8,300  |
| 2002 | トリナ・ガリバー (84.36)             | 2-1    | フランシス・フーンセラール (82.95)   | £8,300  |
| 2003 | トリナ・ガリバー (84.93)             | 2-0    | アン・カーク (70.20)                 | £10,000 |
| 2004 | トリナ・ガリバー (87.03)             | 2-0    | フランシス・フーンセラール (85.44)   | £10,000 |
| 2005 | トリナ・ガリバー (79.68)             | 2-0    | フランシス・フーンセラール (73.89)   | £10,000 |
| 2006 | トリナ・ガリバー (73.80)             | 2-0    | フランシス・フーンセラール (70.26)   | £12,000 |
| 2007 | トリナ・ガリバー (80.61)             | 2-1    | フランシス・フーンセラール (79.23)   | £12,000 |
| 2008 | アナスタシア・ドブロミスロワ (81.54) | 2-0    | トリナ・ガリバー (71.64)             | £12,000 |
| 2009 | フランシス・フーンセラール (77.39)   | 2-1    | トリナ・ガリバー (75.19)             | £12,000 |
| 2010 | トリナ・ガリバー (80.52)             | 2-0    | リーアン・エドワーズ (68.25)         | £12,000 |
| 2011 | トリナ・ガリバー (73.95)             | 2-0    | リーアン・エドワーズ (73.86)         | £16,000 |
| 2012 | アナスタシア・ドブロミスロワ (73.95) | 2-1    | デタ・ヘッドマン (74.13)             | £16,000 |
| 2013 | アナスタシア・ドブロミスロワ (82.29) | 2-1    | リサ・アシュトン (80.40)             | £16,000 |
| 2014 | リサ・アシュトン (84.81)             | 3-2    | デタ・ヘッドマン (77.79)             | £29,000 |
| 2015 | リサ・アシュトン (83.22)             | 3-1    | ファロン・シャーロック (83.76)       | £29,000 |
| 2016 | トリナ・ガリバー (72.93)             | 3-2    | デタ・ヘッドマン (75.51)             | £29,000 |
| 2017 | リサ・アシュトン (81.81)             | 3-0    | コリーヌ・ハモンド (73.53)           | £29,000 |
| 2018 | リサ・アシュトン (89.80)             | 3-1    | アナスタシア・ドブロミスロワ (81.83) | £29,000 |
| 2019 | 鈴木未来 (90.12)                     | 3-0    | ロレイン・ウィンスタンリー (78.82)   | £29,000 |
| 2020 | 鈴木未来 (83.39)                     | 3-0    | リサ・アシュトン (85.00)             | £26,500 |

#### トーナメント全体の平均値
以下は、各年、トーナメントで行われた全試合を通しての平均値である。
| 開催 | 母集団 (ラスト) | 65+ | 70+ | 75+ | 80+ | 85+ | 90+ | 95+ | 100+ |
| ---- | --------------- | --- | --- | --- | --- | --- | --- | --- | ---- |
| 2001 | 4               | 4   | 3   | 3   | 2   | 1   | 0   | 0   | 0    |
| 2002 | 8               | 5   | 4   | 2   | 1   | 0   | 0   | 0   | 0    |
| 2003 | 8               | 6   | 5   | 1   | 1   | 0   | 0   | 0   | 0    |
| 2004 | 8               | 8   | 5   | 4   | 3   | 1   | 0   | 0   | 0    |
| 2005 | 8               | 7   | 4   | 2   | 0   | 0   | 0   | 0   | 0    |
| 2006 | 8               | 7   | 5   | 2   | 1   | 1   | 0   | 0   | 0    |
| 2007 | 8               | 8   | 5   | 3   | 1   | 0   | 0   | 0   | 0    |
| 2008 | 8               | 6   | 3   | 1   | 0   | 0   | 0   | 0   | 0    |
| 2009 | 8               | 8   | 4   | 3   | 0   | 0   | 0   | 0   | 0    |
| 2010 | 8               | 7   | 6   | 2   | 1   | 0   | 0   | 0   | 0    |
| 2011 | 8               | 6   | 5   | 1   | 0   | 0   | 0   | 0   | 0    |

### 記録
この記録は、2020年のワールド・チャンピオンシップが終わった時点のものである。

#### 回数
ここでは、回数に関わる記録を紹介する。

##### 最多チャンピオン
- 10  トリナ・ガリバー
- 4  リサ・アシュトン
- 3  アナスタシア・ドブロミスロワ
- 2  鈴木未来
- 1  フランシス・フーンセラール

##### 最多決勝出場
- 12  トリナ・ガリバー
- 6  フランシス・フーンセラール
- 6  リサ・アシュトン
- 4  アナスタシア・ドブロミスロワ
- 3  デタ・ヘッドマン
- 2  リーアン・エドワーズ
- 2  鈴木未来

##### 最多出場
トリナ・ガリバーは、初開催の2001年から2019年大会まで毎回出場を達成した。
- 19  トリナ・ガリバー
- 11  デタ・ヘッドマン
- 11  アナスタシア・ドブロミスロワ
- 10  フランシス・フーンセラール
- 10  リサ・アシュトン
- 7  カリン・クラッペン

#### 90以上の対戦平均値
90以上の対戦平均値を出したのは、トリナ・ガリバー, 鈴木未来, リサ・アシュトンの3人のみである。
以下は、全て彼女らの記録である。
- 2001 準決勝 94.92トリナ・ガリバー 対クリッシー・マンリー戦
- 2004 準決勝 90.24 トリナ・ガリバー対カリン・クラッペン戦
- 2006 準決勝 95.97 トリナ・ガリバー対クレア・バイウォーターズ戦
- 2015 準々決勝 90.18 リサ・アシュトン対トリナ・ガリバー戦
- 2019 決勝 90.12 鈴木未来対ロレイン・ウィンスタンリー戦

#### 不敗記録
下記の不敗記録は、全てトリナ・ガリバーによるものである。
- 初開催から、2008年の準決勝まで、22試合連続、勝ち続けた。
- 2003年の準決勝から2007年の決勝まで、13試合連続、1セットも落とさなかった。

#### 年齢
ここでは、年齢に関わる記録を紹介する。

##### 最年少チャンピオン
- 23歳107日[24]  アナスタシア・ドブロミスロワ (2008)

##### 最年長チャンピオン
- 43歳359日[25]  フランシス・フーンセラール (2009)

## ハイエスト・チェクアウト
レイクサイドのハイエスト・チェクアウトは、メンズとウィメンズ、及びユースを合わせたものとなっている。
| 年   | プレイヤー                                                                 | Checkout |
| ---- | -------------------------------------------------------------------------- | -------- |
| 1978 | ステファン・ロード レイトン・リース                                        | 161      |
| 1979 | トニー・ブラウン ロニー・デイビス                                          | 161      |
| 1980 | 不明                                                                       | 不明     |
| 1981 | トニー・ブラウン                                                           | 170      |
| 1982 | ジョッキー・ウィルソン ボビー・ジョージ                                    | 161      |
| 1983 | ジョッキー・ウィルソン                                                     | 161      |
| 1984 | アラン・グレイザー ピーター・ロック マルコム・デイヴィス                   | 161      |
| 1985 | ジョン・ロウ                                                               | 170      |
| 1986 | テリー・オディア                                                           | 161      |
| 1987 | ジョッキー・ウィルソン ジョン・ロウ                                        | 161      |
| 1988 | アラン・エヴァンズ                                                         | 164      |
| 1989 | マイク・グレゴリー                                                         | 164      |
| 1990 | フィル・テイラー ピーター・エヴィソン                                      | 170      |
| 1991 | ケビン・ケニー                                                             | 170      |
| 1992 | キース・サリバン                                                           | 170      |
| 1993 | レイモンド・ファン・バルネフェルト                                         | 170      |
| 1994 | ニック・ゲドニー トロエル・ルーセル トレバー・ナース マグナス・カリス      | 161      |
| 1995 | アンディ・フォーダム                                                       | 161      |
| 1996 | リッチー・バーネット マーティン・アダムズ                                  | 161      |
| 1997 | レス・ウォレス                                                             | 170      |
| 1998 | アンディ・フォーダム                                                       | 164      |
| 1999 | エリック・クラリス                                                         | 164      |
| 2000 | テッド・ハンキー                                                           | 170      |
| 2001 | スティーブ・クート                                                         | 167      |
| 2002 | マーヴィン・キング                                                         | 170      |
| 2003 | エリック・クラリス                                                         | 170      |
| 2004 | リッチー・デイヴィズ                                                       | 161      |
| 2005 | アンドレ・ブランチェス レイモンド・ファン・バルネフェルト                  | 170      |
| 2006 | マーティン・アダムズ マーヴィン・キング ポール・ハンヴィッジ               | 161      |
| 2007 | テッド・ハンキー                                                           | 170      |
| 2008 | ロバート・ソーントン コ・ストンプ                                          | 170      |
| 2009 | テッド・ハンキー マーティン・アダムズ                                      | 161      |
| 2010 | マーティン・アダムズ                                                       | 170      |
| 2011 | ゲイリー・ロブソン                                                         | 170      |
| 2012 | トニー・オシェア                                                           | 170      |
| 2013 | スティーブン・バンティング                                                 | 167      |
| 2014 | ロビー・グリーン                                                           | 164      |
| 2015 | ダリウス・ラバナスカス                                                     | 167      |
| 2016 | スコット・ミッチェル ジェフ・スミス                                        | 161      |
| 2017 | ダリル・フィットン グレン・デュラント                                      | 170      |
| 2018 | ダリル・フィットン ジャスティン・ファン・テルゴー                          | 170      |
| 2019 | スコット・ウェイツ x 2 ウィレム・マンディガース クシシュトフ・キチュク     | 160      |
| 2020 | マーティン・クリアメーカー x 2 ウィレム・マンディガース クリス・ランドマン | 170      |